# 张家口职业技术学院

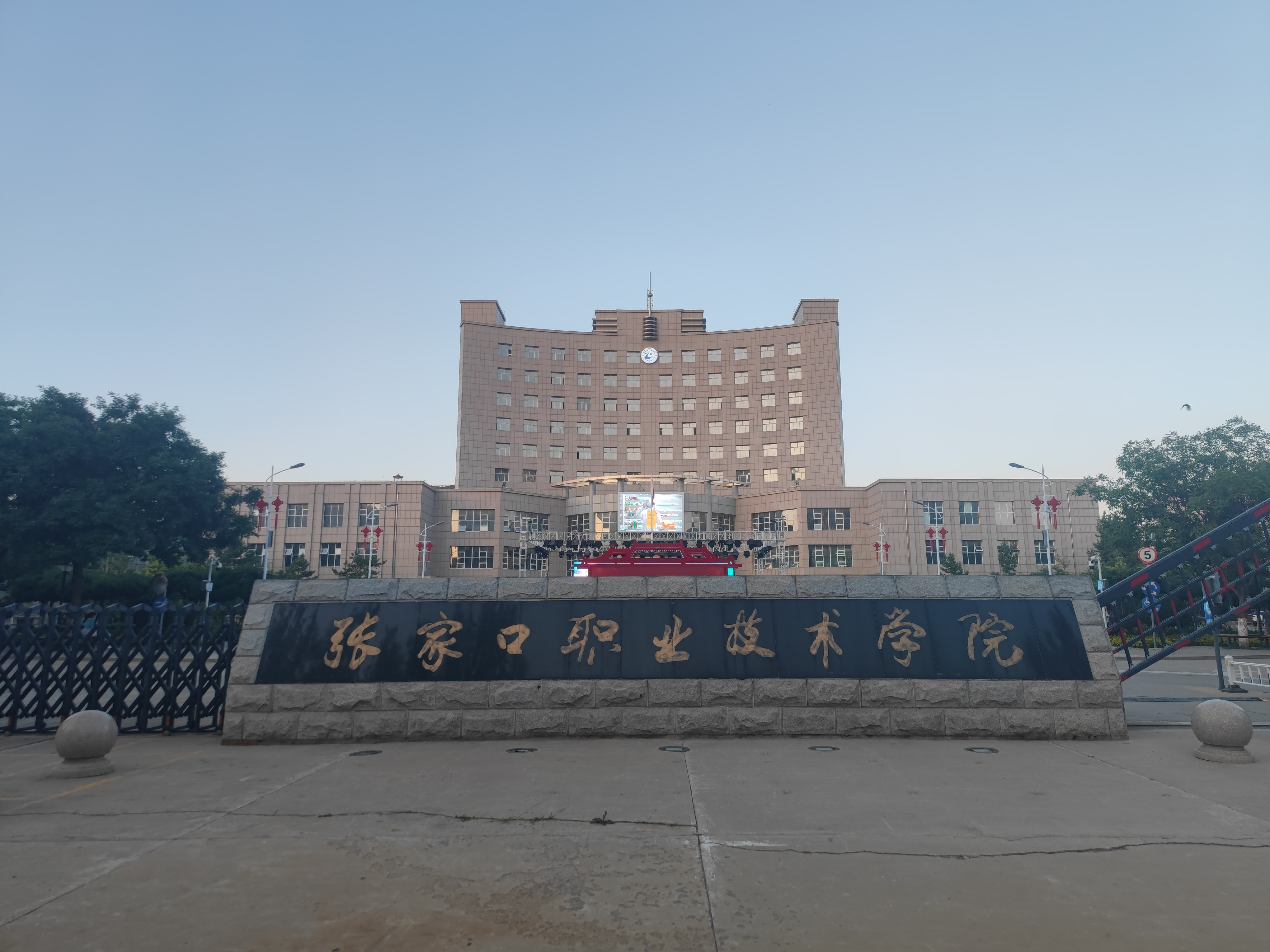
张家口职业技术学院

张家口职业技术学院是中華人民共和國河北省張家口市的一所高等專科職業學校，前身是1985年（一說1984年）成立的張家口市聯合職業大學，後更名為張家口大學。1997年更名为张家口职业技术学院。中专學校张家口市农业机械工程学校和张家口工业交通学校分別於2001年和2004年并入学院。

## 外部連結
- 官方网站